# سيمون أندرسون
سيمون أندرسون هو موسيقي ومنتج أسطوانات وكاتب أغاني سويدي، ولد في 18 ديسمبر 1980.

## وصلات خارجية
- الموقع الرسمي
- سيمون أندرسون على موقع IMDb (الإنجليزية)
- سيمون أندرسون على موقع ميوزك برينز (الإنجليزية)